# Авдотьїно (Спаське сільське поселення)
Авдотьїно — присілок у Вологодському районі Вологодської області.
Входить до складу Спаське, з точки зору адміністративно-територіального ділення — у Спаській сільраді.
Відстань по автодорозі до районного центру Вологди — 12 км, до центру муніципального утворення Непотягово — 2 км. Найближчі населені пункти — Коніщева, Юрове, Непотягово, Дмитрівське, Пілатова.
За даними перепису 2002 року постійного населення не було.